# Tepeyac

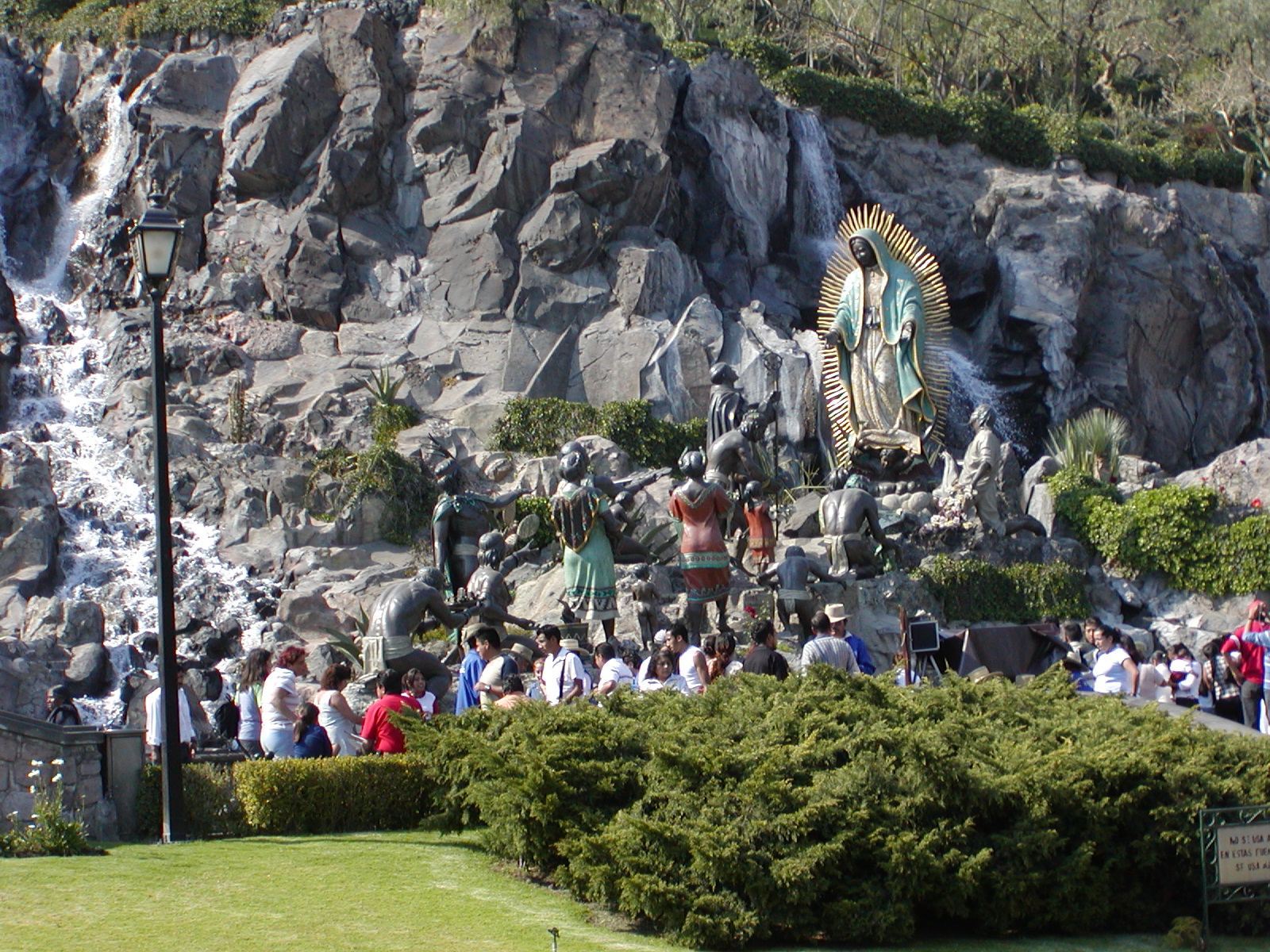
Skála s pramenem na úpatí kopce

Tepeyac [tepejak] je kopec v Ciudad de México. V období od 9. prosince do 12. prosince roku 1531 se zde celkem čtyřikrát zjevila prostému indiánovi Juanu Diegovi Panna Maria.
Před dobytím aztécké říše byl na tomto kopci pěstován kult bohyně plodnosti Tonantzin a bohyně země Coatlicue. Právě v důsledku toho se ke zjevení stavěli františkáni zprvu velice skepticky. Naopak pro indiány hovořilo toto zjevení svým poselstvím zcela jasně – zde musí být pravý Bůh. Celá tunika Panny Marie obsahuje důležité indiánské náboženské symboly.
V současnosti se na kopci nachází Bazilika Panny Marie Guadalupské (španělsky Basílica de Guadalupe). Kostel navštíví ročně miliony poutníků. Nachází se zde plášť (indiánská tilma) Juana Diega, na kterém se zázračně vytvořil obraz Panny Marie Guadalupské. Zajímavostí je, že papež Jan Pavel II. při svých čtyřech návštěvách Mexika zavítal vždy na Tepeyac.